# Acidente do Beechcraft King Air 350i da Força Aérea da Nigéria em 2021
O acidente do Beechcraft King Air 350i da Força Aérea Nigeriana em 2021 ocorreu em 21 de maio de 2021 e matou todos os 11 ocupantes, incluindo o Chefe do Estado-Maior do Exército Nigeriano Ibrahim Attahiru .

## Aeronave
A Força Aérea da Nigéria tinha seis Beechcraft B300 King Air 350i. O avião estava inspecionado e era seguro andar no mesmo.

## Acidente
Na noite de 21 de maio de 2021, um Beechcraft King Air 350i da Força Aérea nigeriana com Ibrahim Attahiru e dez outros ocupantes estava em uma visita ao estado de Kaduna, no norte, para assistir a um recruta do Exército nigeriano desfilando no dia seguinte.  Durante o vôo, a aeronave caiu, matando todos a bordo, incluindo Attahiru. 
A suspeita é que o acidente ocorreu devido a uma falha humana realizada pelo piloto do avião pela pressão de carregar tamanha autoridade em um curto espaço de tempo.